# Karaczany Portugalii
Karaczany Portugalii – ogół taksonów owadów z rzędu karaczanów (Blattodea) stwierdzonych na terenie Portugalii.

## Karaczanowate(Blattidae)
- Blatta orientalis Linnaeus, 1758[1] – karaczan wschodni
- Periplaneta americana (Linnaeus, 1758)[2] – przybyszka amerykańska

## Prusakowate(Blattellidae)
- Blattella germanica (Linnaeus, 1767)[3] – karaczan prusak
- Capraiellus panzeri (Stephens, 1835)[4]
- Ectobius brunneri Seoane, 1879[5]
- Ectobius pallidus (Olivier, 1789)[6]
- Loboptera decipiens (Germar, 1817)[7]
- Phyllodromica carpetana (Bolívar, 1873)[8]
- Phyllodromica fernandesiana Bohn, 1999[8]
- Phyllodromica globososacculata Bohn, 1999[8]
- Phyllodromica horstbohni Paris, 1994[9]
- Phyllodromica iberica Knebelsberger & Miller, 2007[10]
- Phyllodromica lativittata Bohn, 1999[8]
- Phyllodromica moralesi Fernandes, 1962[8]
- Phyllodromica septentrionalis Bohn, 1999[8]